# Joe Cornish
Joseph Murray Cornish (sinh 20 tháng 12 năm 1968) là nam MC, nhà sản xuất phim, đạo diễn, diễn viên người Anh Quốc. Anh từng là đồng biên kịch cho The Adventures of Tintin: Secret of the Unicorn (với Steven Moffat và Edgar Wright), Ant-Man (với Wright, Adam McKay và Paul Rudd).